# Stelis chlorocyanea
Stelis chlorocyanea är en biart som först beskrevs av Cockerell 1925.  Stelis chlorocyanea ingår i släktet pansarbin, och familjen buksamlarbin. Inga underarter finns listade i Catalogue of Life.